# Jackpot (serie de televisión)
Jackpot (en hangul, 대박; en hanja, 大撲; romanización revisada, Daebak), también conocida en español como Premio mayor y Apuesta final, es una serie de televisión histórica surcoreana emitida durante 2016 sobre un joven criado como plebeyo, con orígenes en la familia real, que se convierte en el mayor estafador y apostador de Joseon, que deberá enfrentar su mayor contrincante, el rey y todo el reino a sus espaldas.
Es protagonizada por Jang Keun Suk anteriormente protagonista en Bel Ami, Yeo Jin Goo en Orange Marmalade y Lim Ji Yeon de High Society. Además, es transmitida por Seoul Broadcasting System desde el 28 de marzo hasta el 14 de junio de 2016, con una extensión de 24 episodios emitidos cada lunes y martes a las 22:00 (KST).

## Argumento
El príncipe Yeong Soo (Dae Gil), nace teniendo como destino pertenecer a la familia real como hijo del rey Sukjong y una sirvienta posteriormente convertida en consorte. Pero Dae Gil (Jang Keun Suk) es abandonado y vive una vida deplorable como plebeyo y con resentimiento en su interior, convirtiéndose posteriormente en jugador, con lo que logra convertirse en el mejor estafador y apostador de Joseon.
Dae Gil se relaciona con el actual monarca Yeongjo (Yeo Jin Goo) que es un hombre que nunca baja la cabeza sin una razón convincente y Dam Seo (Lim Ji Yeon) que existe solamente para vengarse del rey por el asesinato de su padre. Yeong Jo y Dae Gil comienzan un fatal juego. Dae Gil apuesta su vida y el rey en la cúspide del poder, apuesta todo el reino de Joseon.

## Reparto

### Personajes principales
- Jang Geun Suk como Baek Dae Gil.
- Yeo Jin Goo como Rey Yeong Jo.
- Jun Kwang Ryeol como Lee In Jwa.
- Choi Min-soo como Rey Sook Jong.[5]
- Lim Ji Yeon como Dam Seo.
- Yoon Jin Seo como Suk Bin Choi.

### Personajes secundarios
- Yoon Ji Hye como Hong Mae.
- Ahn Kil-kang como Kim Che-geon.
- Song Jong Ho como Kim Yi Soo.
- Lee Moon-sik como Baek Man-geum.
- Ji Il Joo como Moo Myung
- Hyun Woo como Rey Kyungjong.
- Kim Ga Eun como Kye Sul Im.
- Jeon Soo Jin.
- Cha Soon-bae como Jo Tae-goo.
- Lim Hyun Sik.
- Han Ki-won.
- Han Ki-woong como Sa-woon.
- Heo Tae Hee.
- Oh Yeon Ah.
- Choi Jin-ho como Jung Hee-ryang.
- Kim Sung-oh como Gaejakdoo de Hwanghae-do.

### Otros personajes
- Kim Ji-eun como una Kisaeng

## Recepción
Debutó en el primer lugar el 28 de marzo de 2016, con un share de 11,8 %, mientras su competencia Neighborhood Lawyer Jo Deul Ho de KBS 2TV solo logró 10,1 % quedando en segundo lugar, por otro lado Monster de MBC apenas alcanzó 7.3 % de audiencia.

### Audiencia
En azul la audiencia más baja y en rojo la más alta, correspondientes a las empresas medidoras TNms y AGB Nielsen.
| Ep. #    | Fecha de estreno    | Share        | Share        | Share       | Share       |
| Ep. #    | Fecha de estreno    | TNmS Ratings | TNmS Ratings | AGB Nielsen | AGB Nielsen |
| Ep. #    | Fecha de estreno    | Nacional     | Seúl         | Nacional    | Seúl        |
| -------- | ------------------- | ------------ | ------------ | ----------- | ----------- |
| 1        | 28 de marzo de 2016 | 9.5 %        | 11.1 %       | 11.8 %      | 13.0 %      |
| 2        | 29 de marzo de 2016 | 9.9 %        | 11.0 %       | 12.2 %      | 13.7 %      |
| 3        | 4 de abril de 2016  | 9.1 %        | 10.1 %       | 11.6 %      | 12.5 %      |
| 4        | 5 de abril de 2016  | 8.9 %        | 10.4 %       | 9.5 %       | 10.4 %      |
| 5        | 11 de abril de 2016 | 8.6 %        | 10.4 %       | 9.2 %       | 9.8 %       |
| 6        | 12 de abril de 2016 | 8.0 %        | 10.2 %       | 8.4 %       | 9.3 %       |
| 7        | 18 de abril de 2016 | 8.1 %        | 9.3 %        | 9.1 %       | 8.9 %       |
| 8        | 19 de abril de 2016 | 7.7 %        | 9.2 %        | 8.7 %       | 9.1 %       |
| 9        | 25 de abril de 2016 | 8.2 %        | 9.5 %        | 8.0 %       | 8.5 %       |
| 10       | 26 de abril de 2016 | 8.1 %        | 9.5 %        | 8.9 %       | 9.7 %       |
| 11       | 2 de mayo de 2016   | 8.3 %        | 10.5 %       | 8.9 %       | 9.4 %       |
| 12       | 3 de mayo de 2016   | 8.8 %        | 10.8 %       | 9.2 %       | 9.8 %       |
| 13       | 9 de mayo de 2016   | 8.5 %        | 9.8 %        | 8.7 %       | 9.3 %       |
| 14       | 10 de mayo de 2016  | 8.6 %        | 11.3 %       | 8.4 %       | 8.8 %       |
| 15       | 16 de mayo de 2016  | 8.1 %        | 9.4 %        | 8.4 %       | 8.3 %       |
| 16       | 17 de mayo de 2016  | 8.0 %        | 8.8 %        | 9.6 %       | 10.4 %      |
| 17       | 23 de mayo de 2016  | 7.5 %        | 8.7 %        | 9.5 %       | 10.5 %      |
| 18       | 24 de mayo de 2016  | 7.6 %        | 8.6 %        | 8.5 %       | 8.8 %       |
| 19       | 30 de mayo de 2016  | 7.6 %        | 9.3 %        | 7.7 %       | 7.8 %       |
| 20       | 31 de mayo de 2016  | 6.8 %        | 7.9 %        | 8.1 %       | 8.1 %       |
| 21       | 6 de junio de 2016  | 8.6 %        | 10.2 %       | 10.3 %      | 11.4 %      |
| 22       | 7 de junio de 2016  | 8.9 %        | 10.8 %       | 9.9 %       | 10.0 %      |
| 23       | 13 de junio de 2016 | 8.6 %        | 10.3 %       | 9.2 %       | 9.1 %       |
| 24       | 14 de junio de 2016 | 9.0 %        | 10.6 %       | 10.0 %      | 10.2 %      |
| Promedio | Promedio            | 8.3 %        | 9.9 %        | 9.3 %       | 9.8 %       |

## Banda sonora
| Track listing |                                    |              |          |  |
| N.º           | Título                             | Artista      | Duración |  |
| 1.            | «시간이 멈추면» (If the Time Stop) | Park Wan Kyu | 4:06     |  |
| 2.            | «그리워» (Miss You)                | Kim Bo Hyung | 3:31     |  |
| 3.            | «사랑하고 싶다» (Want to Love)     | Postman      | 4:15     |  |
| 4.            | «같은 소원» (Same Wish)            | Danbi Chen   | 4:00     |  |
| 5.            | «Jackpot» (Títulos de abertura)    | Oh Joon Sung | 1:39     |  |
| 6.            | «Choice Of the Gambler»            | Oh Joon Sung | 2:24     |  |
| 7.            | «Lady's Knife»                     | Oh Joon Sung | 1:17     |  |
| 8.            | «Me vs King»                       | Oh Joon Sung | 2:11     |  |
| 9.            | «Game Of Death»                    | Oh Joon Sung | 2:07     |  |
| 10.           | «Gisaeng's Night»                  | Oh Joon Sung | 2:07     |  |
| 11.           | «Sky Of Love»                      | Oh Joon Sung | 2:17     |  |
| 12.           | «Lonely Sorrow»                    | Oh Joon Sung | 2:04     |  |
| 13.           | «Under the Moonlight»              | Oh Joon Sung | 2:21     |  |
| 14.           | «Dangerous Race»                   | Oh Joon Sung | 2:03     |  |
| 15.           | «I'm Alone»                        | Oh Joon Sung | 2:07     |  |
| 16.           | «Tears Of Royal Family»            | Oh Joon Sung | 1:15     |  |
| 17.           | «To Be Daegil»                     | Oh Joon Sung | 2:59     |  |
| 18.           | «Love Or Hate»                     | Oh Joon Sung | 2:37     |  |
| 19.           | «Two Princes»                      | Oh Joon Sung | 2:20     |  |
| 20.           | «Destiny Of the Brothers»          | Oh Joon Sung | 2:10     |  |
| 21.           | «Finally Meet»                     | Oh Joon Sung | 2:38     |  |
| 22.           | «Big Match»                        | Oh Joon Sung | 2:41     |  |

## Premios y nominaciones
| Año  | Premio               | Categoría                                                 | Nominado                    | Resultado |
| ---- | -------------------- | --------------------------------------------------------- | --------------------------- | --------- |
| 2016 | 5th APAN Star Awards | Premio a la alta excelencia, actor en una serie de drama  | Choi Min Soo                | Nominado  |
| 2016 | 5th APAN Star Awards | Premio a la excelencia, actor en una serie de drama       | Jang Keun Suk               | Nominado  |
| 2016 | SBS Drama Awards     | Gran premio (Daesang)                                     | Jang Keun Suk               | Nominado  |
| 2016 | SBS Drama Awards     | Premio a la alta excelencia, actor en una serie de drama  | Jang Keun Suk               | Ganador   |
| 2016 | SBS Drama Awards     | Premio a la alta excelencia, actor en una serie de drama  | Choi Min Soo                | Nominado  |
| 2016 | SBS Drama Awards     | Premio a la alta excelencia, actriz en una serie de drama | Yoon Jin Seo                | Nominado  |
| 2016 | SBS Drama Awards     | Premio a la excelencia, actor en una serie de drama       | Yeo Jin Goo                 | Ganador   |
| 2016 | SBS Drama Awards     | Premio a la mejor pareja                                  | Jang Keun Suk y Yeo Jin Goo | Nominado  |
| 2016 | SBS Drama Awards     | Premio a las estrellas Top 10                             | Jang Keun Suk               | Ganador   |

## Emisión internacional
Cuatro días antes del estreno de la serie, el 24 de marzo de 2016, se anunció la venta del los derechos televisivos para Japón al canal KNTA, por una cifra de 150 mil dólares estadounidenses por episodio, un total de 3.6 millones de dólares por los 24 episodios.
- Canadá: All TV (2016).
- Chile: ETC (2019).
- Perú: Willax (2019, 2020).
- Estados Unidos: KSCI-TV (2016), TKC-TV (2016) y Pasiones (2017).
- El Salvador: Canal 77 Usulután (2022) .
- Hong Kong: Now Entertainment (2016).
- Malasia: One TV Asia (2016).[11]